# هیوگو بلک
هیوگو بلک (به انگلیسی: Hugo Lafayette Black) سناتور سابق عضو حزب دموکرات ایالات متحده آمریکا بود. وی در سال ۱۹۲۷ تا ۱۹۳۷ میلادی سناتور ایالت آلاباما در سنای ایالات متحده آمریکا بود.